# Paola Ampudia
Paola Andrea Ampudia es una Voleibolista colombiana. Nació en Cali el 5 de agosto de 1988. Su club actual es el Budowlani Łódź de Polonia.

## Clubes
| Club                     | País           | Temporada |
| ------------------------ | -------------- | --------- |
| Universidad de Misuri    | Estados Unidos | 2007-2010 |
| Leonas de Ponce          | Puerto Rico    | 2011-2011 |
| Robursport Volley Pesaro | Italia         | 2011-2012 |
| İqtisadçı VK             | Azerbaiyán     | 2012-2012 |
| Budowlani Łódź           | Polonia        | 2012-2013 |
| Jakarta Elektrik PLN     | Indonesia      | 2013-2014 |
| Club Tupac Amaru         | Perú           | 2014-2015 |

## Palmarés

### Selección nacional
- Juegos Bolivarianos de 2005
  -  Medalla de bronce